# Laguna Petej
Laguna Petej är en ort i Mexiko.   Den ligger i kommunen Chamula och delstaten Chiapas, i den sydöstra delen av landet, 700 km öster om huvudstaden Mexico City. Laguna Petej ligger 2 331 meter över havet och antalet invånare är 752.
Terrängen runt Laguna Petej är huvudsakligen kuperad, men åt nordost är den bergig. Runt Laguna Petej är det tätbefolkat, med 550 invånare per kvadratkilometer. Närmaste större samhälle är San Cristóbal de las Casas, 7,0 km söder om Laguna Petej. I omgivningarna runt Laguna Petej växer huvudsakligen savannskog.